# António Morgado
António Morgado (Caldas da Rainha, 28 januari 2004) is een Portugees wielrenner die in 2024 prof werd bij UAE Team Emirates.

## Carrière
Als junior reed Morgado voor Barraida Cycling Team, een club in Portugal. In die periode behaalde behaalde Morgado veel zeges op nationaal en internationaal niveau. In 2021 was hij goed voor maar liefst negentien overwinningen, in 2022 waren dat er 22 in totaal. Zijn eerste UCI-zege behaalde hij in 2021, hij won de Gipuzkoa Klasika. In 2022 werd hij nationaal kampioen op de weg en in het tijdrijden, beide bij de junioren. Ook won hij het eind- en bergklassement van de Giro della Lunigiana, in dezelfde wedstrijd eindigde hij als tweede in drie verschillende etappes en in het puntenklassement. Op het Wereldkampioenschap wielrennen bij de junioren van 2022 eindigde Morgado als tweede, achter Emil Herzog. In de eindsprint was Herzog sterker dan Morgado.
Voor het seizoen van 2023 maakte hij de overstap naar het Amerikaanse Hagens Berman Axeon, hier werd hij ploeggenoot van onder andere Emil Herzog. Al snel behaalde Morgado bij de profs zijn eerste zege, dit was in de Ronde van Rhodos. Naast het puntenklassement won hij ook het eindklassement.
In 2024 werd Morgado prof bij UAE Team Emirates, waar hij een contract voor vier seizoenen had getekend. In februari won hij het jongerenklassement van de Ronde van de Algarve. In de Ronde van Vlaanderen sprintte hij in een achtervolgende groep naar de vijfde plaats. Hij werd hiermee de jongste renner met een toptiennotering in een Monument in meer dan een halve eeuw. In april van dat jaar behaalde hij zijn eerste profoverwinning: na een sprint met vijf won hij de Ronde van Romagna. Zes dagen later mocht hij weer juichen. Daags nadat zijn ploeggenoot Isaac del Toro de openingsetappe had gewonnen, won Morgado de sprint van een uitgedund peloton in de tweede etappe van de Ronde van Asturië.
Bij zijn tweede jaar bij UAE Team Emirates reed hij naar individueel succes op zijn eerste wedstrijddag. In de Grote Prijs Castellón liet hij onder meer de Uruguyaan Eric Antonio Fagúndez achter zich in een sprint om de zege. In zijn twee volgende wedstrijden reed Morgado naar podiumplekken, in de Clàssica Comunitat Valenciana finishte hij zeven seconden na voormalig ploeggenoot Marc Hirschi. Drie dagen later eindigde Morgado wederom als derde, ditmaal won ploeggenoot Jan Christen de Trofeo Calvià. In beide wedstrijden moest Morgado Christian Scaroni voor zich duldden als nummer twee. Bij zijn tweede deelname aan de Figueira Champions Classic 2025 op eigen bodem reed Morgado na een solo van ruim 20 kilometer als eerste over de eindstreep. Luttele seconden later finishte de Fransman Paul Magnier als tweede. Eind juni prolongeerde Morgado zijn titel op het Portugese kampioenschap tijdrijden, hij was bijna een halve minuut sneller dan Rafael Reis.

## Palmares
2021
Gipuzkoa Klasika
2022
Bergklassement Vredeskoers, junioren
 Portugees kampioen op de weg, junioren
 Portugees kampioen tijdrijden, junioren
1e en 3e etappe Vuelta Junior a la Ribera del Duero
Eindklassement Vuelta Junior a la Ribera del Duero
Eind- en bergklassement Giro della Lunigiana
 Wereldkampioenschap wielrennen, junioren
2023
Eind- en jongerenklassement Ronde van Rhodos
5e etappe Orlen Nations Grand Prix
 Portugees kampioen tijdrijden, beloften
 Wereldkampioenschap op de weg, beloften
2024
Jongerenklassement Ronde van de Algarve
Ronde van Romagna
2e etappe Ronde van Asturië
 Portugees kampioen tijdrijden, elite
2025
Grote Prijs Castellón
Figueira Champions Classic
 Portugees kampioen tijdrijden, elite

### Resultaten in voornaamste wedstrijden
|      | \| Jaar \| Gent-Wevelgem \| Ronde van Vlaanderen \| Parijs-Roubaix \| \| ---- \| ------------- \| -------------------- \| -------------- \| \| 2024 \| 33e \| 5e \| 87e \| \| 2025 \| \| 90e \| 24e \| |                      |                |
| Jaar | Gent-Wevelgem | Ronde van Vlaanderen | Parijs-Roubaix |
| 2024 | 33e | 5e                   | 87e            |
| 2025 | | 90e                  | 24e            |

## Ploegen
- 2023 –  Hagens Berman Axeon
- 2024 –  UAE Team Emirates
- 2025 –  UAE Team Emirates

Almeida · Arrieta · Ayuso · Baroncini · Bax · Bjerg · Christen · Covi · del Toro · Fisher-Black · Großschartner · Hirschi · Hodeg · Laengen · Majka · McNulty · Molano · Morgado · Novak · I. Oliveira · R. Oliveira · Pogačar · Politt · Sivakov · Soler · Ulissi · Vine · Vink · Wellens · Yates